# Saint-Mary (Cantal)
Pour les articles homonymes, voir Saint-Mary.
Saint-Mary est une ancienne commune française, située dans le département du Cantal en région Auvergne-Rhône-Alpes.

## Toponymie
Elle tire son nom de saint Mary, dont la légende nous indique qu'il vécut en ermite à proximité du Mont-Journal, sur l'ancienne commune de Saint-Mary-le-Cros (actuelle commune de Ferrières-Saint-Mary) et qu'il fut l'un des évangélisateurs de la Haute-Auvergne.

## Histoire
La commune est réunie à celle de Roannes en 1844 pour constituer Roannes-Saint-Mary.

## Administration

### Maires
| Période                                  | Période | Identité | Étiquette | Qualité |
| ---------------------------------------- | ------- | -------- | --------- | ------- |
|                                          | 1844    |          |           |         |
| Les données manquantes sont à compléter. |         |          |           |         |

## Démographie
| 1793 | 1800 | 1806 | 1821 | 1831 | 1836 | 1841 |
| ---- | ---- | ---- | ---- | ---- | ---- | ---- |
| 109  | 41   | 133  | 139  | -    | 143  | -    |

Histogramme

(élaboration graphique par Wikipédia)